# Долматова, Людмила Ивановна
Людмила Ивановна Коняева (Долматова) (19 февраля 1924, Тамакульское, Уральская область — 29 ноября 2006, Томск) — советская театральная актриса, народная артистка РСФСР (1980), участница Великой Отечественной войны, сержант.

## Биография
Людмила Ивановна Падерина родилась 19 февраля 1924 года в селе Тамакульском (Тамакул) Тамакульского сельсовета Далматовского района Шадринского округа Уральской области РСФСР, ныне село входит в Далматовский муниципальный округ Курганской области. Именно по названию своего родного района впоследствии взяла сценический псевдоним Долматова. Родители были учителями.
В мае 1942 года ушла добровольцем на фронт, служила в пулеметной роте 308-го отдельного зенитного артиллерийского дивизиона. В 1945 году была заместителем командира орудия 23-й отдельной зенитной артиллерийской батареи малокалиберной зенитной артиллерии 2-го корпуса противовоздушной обороны, 22 февраля 1945 года награждена медалью «За боевые заслуги» (в наградных документах сержант Людмила Исааковна Падерина). Закончила войну в Риге актрисой ансамбля 2-го Прибалтийского фронта. 
10 мая 1945 года вышла замуж за Виталия Александровича Коняева (1921—1998).
В 1946 году поступила во вновь созданный Уральский государственный театральный институт в Свердловске. После окончания института работала в драматических театрах: с 1950 года в городе Кирове (Кировский драматический театр), с 1953 года в Кургане (Курганский театр драмы) и с 1960 года в Тюмени (Тюменский драматический театр).
С 1963 года играла в Томском областном драматическом театре (с перерывом 1965—1969), где служила около сорока лет и сыграла более ста ролей. Некоторые из её ролей были включены в «Золотой Фонд» Томской драмы. С 1965 по 1969 год — в драматическом театре Усть-Каменогорска (ныне Восточно-Казахстанский театр драмы имени Жамбыла).
В 1970—1988 годах возглавляла Томское отделение Всероссийского театрального общества, была бессменным членом художественных советов Театра драмы и ТЮЗа, членом КПСС, делегатом XXVI съезда КПСС.
Людмила Ивановна Коняева скончалась 29 ноября 2006 года в городе Томске Томской области.

## Награды и звания
- Народный артист РСФСР, 6 мая 1980 года
- Заслуженный артист РСФСР, 22 декабря 1960 года
- Орден Отечественной войны II степени, 23 декабря 1985 года[2][3]
- Медаль «За боевые заслуги», 22 февраля 1945 года[4]
- Медаль «За трудовую доблесть», 7 марта 1960 года[5].
- Медаль «За победу над Германией в Великой Отечественной войне 1941—1945 гг.»
- Медаль «За освоение целинных земель»
- юбилейные медали
- Почётный гражданин Томской области, 10 октября 2005 года[6][7].

## Работы в театре
В репертуаре актрисы более ста ролей, среди них:
| Спектакль                            | Роль                      | Автор            |
| ------------------------------------ | ------------------------- | ---------------- |
| На всякого мудреца довольно простоты | Мамаева                   | А. Н. Островский |
| Женитьба                             | Арина Пантелеймоновна     | Н. В. Гоголь     |
| Васса Железнова                      | Васса Борисовна Железнова | М. Горький       |
| Золотая карета                       | Щелканова                 | Л. М. Леонов     |
| Визит старой дамы                    | Госпожа Илл               |                  |
| Женское постоянство                  | Миссис Калвер             |                  |
| Мария                                | Мария Одинцова            |                  |
| О, Памела                            | Памела                    |                  |
| Последние                            | Софья                     |                  |
| Ретро                                | Диана Владимировна        |                  |

## Семья
Муж Виталий Александрович Коняев (1921—1998) — режиссер Томского драматического театра. Выпускник Уральского государственного театрального института, участник Великой Отечественной войны, поженились 10 мая 1945 года.